# Acid rock
Pour les articles homonymes, voir Acid.
Genres dérivés
Stoner rock, space rock
L'acid rock est un genre de rock psychédélique caractérisé par l'improvisation, de longs solos instrumentaux et peu de paroles (voire aucune). 
Tom Wolfe décrit la musique de The Jimi Hendrix Experience, Pink Floyd, The Doors, Iron Butterfly, Big Brother and the Holding Company, Cream, Jefferson Airplane, Ultimate Spinach, New Riders of the Purple Sage, Blue Cheer, Quicksilver Messenger Service, The Great Society, et des Grateful Dead comme de l'acid rock dans son livre The Electric Kool-Aid Acid Test.
Le terme se réfère également aux groupes de rock psychédélique faisant partie ou ayant été influencés par le San Francisco Sound, et qui jouait une musique lourde avec de longs solos improvisés.

## Histoire et terminologie

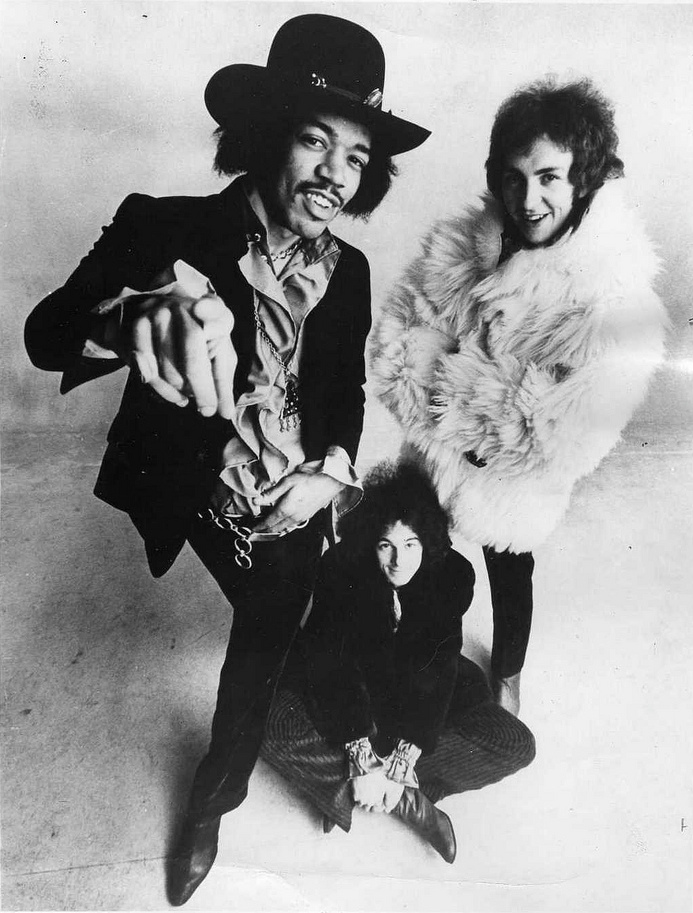
The Jimi Hendrix Experience

Le terme doit son nom au fait que cette musique servait de fond sonore pour les « voyages d'acide » dans les parties underground dans les années 1960 (par exemple les « tests d'acide » des Merry Pranksters ; l'« acide » étant un terme d'argot pour LSD). Dans une interview au magazine Rolling Stone, Jerry Garcia cite le membre de Grateful Dead Phil Lesh déclarant que l'acid rock est « ce qu'on écoute lorsqu'on est loin dans l'acide. » Garcia déclare plus tard qu'il n'y a pas de réel rock psychédélique et que c'est de la musique classique indienne, et un peu de la musique tibétaine qui sont des exemples de musique « destiné à étendre la conscience ». Le terme « acid rock » est généralement l'équivalent de rock psychédélique. Le magazine Rolling Stone inclut les débuts de Pink Floyd comme « acid-rock ». En juin 1967, le Time Magazine écrit « des juke-boxs et transistors au travers de la nation, bat le son allumé des groupes d'acid rock : les Jefferson Airplane, The Doors, Moby Grape ». En 1968, le magazine Life se réfère aux Doors comme les « rois de l'acid rock ».
Le terme est plus utilisé à son apogée à la fin des années 1960 et début des années 1970, mais tombe rapidement en désuétude ; il est maintenant utilisé seulement comme un moyen de mettre cette musique dans sa perspective historique. Tandis que le hard rock et le heavy metal deviennent proéminent au début et milieu des années 1970, le terme « acid rock » est parfois appliqué à ces genres-là. Avec le temps, le terme « heavy metal » est massivement utilisé pour décrire ces groupes aux États-Unis et remplace alors définitivement le terme « acid rock ». Des exemples de groupes de hard rock déjà communément qualifiés d'« acid rock » sont Alice Cooper, Vanilla Fudge, et Deep Purple.